# Komemijjut
Komemijjut (hebr. קוממיות; w oficjalnej pisowni ang. Komemiyut) – moszaw położony w Samorządzie Regionu Szafir, w Dystrykcie Południowym, w Izraelu.

## Położenie
Leży w północno-zachodniej części pustyni Negew w pobliżu miasta Kirjat Gat.

## Historia
Moszaw został założony w 1950.
Jednym z jego założycieli był rabin Szelomo Lorincz.

## Gospodarka
Gospodarka moszawu opiera się na intensywnym rolnictwie i sadownictwie.